# Hystricia abrupta
Hystricia abrupta là một loài ruồi trong họ Tachinidae.